# When All Is Said
When All Is Said es un álbum recopilatorio de la banda de death metal Edge of Sanity lanzado por Black Mark Productions el 2 de octubre de 2006, este álbum incluye una selección de canciones de todos los álbumes de la banda y el EP Until Eternity Ends. Aunque los dos discos de "Crimson" aparecen en el segundo disco, estos fueron remezclados y ligeramente editados para colocarlos juntos en el mismo disco, lo que explica la duración más corta de las dos canciones.
El título del álbum proviene de la canción del mismo nombre del segundo lanzamiento de estudio de la banda, Unorthodox, la cual curiosamente no está incluida en la compilación.

## Lista de canciones
| Disco uno |                                  |                                  |          |  |
| N.º       | Título                           | Álbum                            | Duración |  |
| 1.        | «Tales»                          | Nothing but Death Remains (1991) | 6:02     |  |
| 2.        | «Human Aberration»               | Nothing but Death Remains (1991) | 3:34     |  |
| 3.        | «Enigma»                         | Unorthodox (1992)                | 7:02     |  |
| 4.        | «In The Veins/Darker Than Black» | Unorthodox (1992)                | 4:36     |  |
| 5.        | «The Masque»                     | The Spectral Sorrows (1993)      | 6:36     |  |
| 6.        | «Lost»                           | The Spectral Sorrows (1993)      | 4:32     |  |
| 7.        | «Until Eternity Ends»            | Until Eternity Ends (1994)       | 3:58     |  |
| 8.        | «Eternal Eclipse»                | Until Eternity Ends (1994)       | 2:51     |  |
| 9.        | «Twilight»                       | Purgatory Afterglow (1994)       | 7:51     |  |
| 10.       | «Black Tears»                    | Purgatory Afterglow (1994)       | 3:08     |  |
| 11.       | «15:36»                          | Infernal (1997)                  | 4:37     |  |
| 12.       | «Hell Is Where The Heart Is»     | Infernal (1997)                  | 5:15     |  |
| 13.       | «Hellwritten»                    | Cryptic (1997)                   | 4:33     |  |
| 14.       | «Bleed You Dry»                  | Cryptic (1997)                   | 5:24     |  |
| 69:59     |                                  |                                  |          |  |

| Disco dos |              |                   |          |  |
| N.º       | Título       | Álbum             | Duración |  |
| 1.        | «Crimson»    | Crimson (1996)    | 38:35    |  |
| 2.        | «Crimson II» | Crimson II (2003) | 41:22    |  |
| 78:57     |              |                   |          |  |

## Créditos
- Andreas Axelsson − guitarra (excepto en "Crimson II") y bajo en "The Masque" y "Lost"
- Benny Larsson − batería (excepto en "Crimson II")
- Anders Lindberg − bajo (excepto en "The Masque", "Lost" y "Crimson II")
- Sami Nerberg − guitarra (excepto en "15:36", "Hell Is Where The Heart Is" y "Crimson II")
- Dan Swanö - guitarra rítmica (excepto en "Tales", "Human Aberration", "Enigma", "In The Veins/Darker Than Black", "Hellwritten" y "Bleed You Dry"), guitarra acústica, teclados, voz (excepto en "Hellwritten" y "Bleed You Dry"), bajo y batería en "Crimson II"
- Robert Karlsson - voz en "Hellwritten" y "Bleed You Dry"

### Colaboraciones
- Anders Måreby − violonchelo en "Crimson"
- Mikael Åkerfeldt − guitarra y voces guturales en "Crimson"
- Roger Johansson − voces guturales en "Crimson II"
- Jonas Granvik − coros guturales en "Crimson II"
- Mike Wead − guitarra en "Crimson II"
- Simon Johansson − guitarra en "Crimson II"